# アンドラーシ・ジュラ

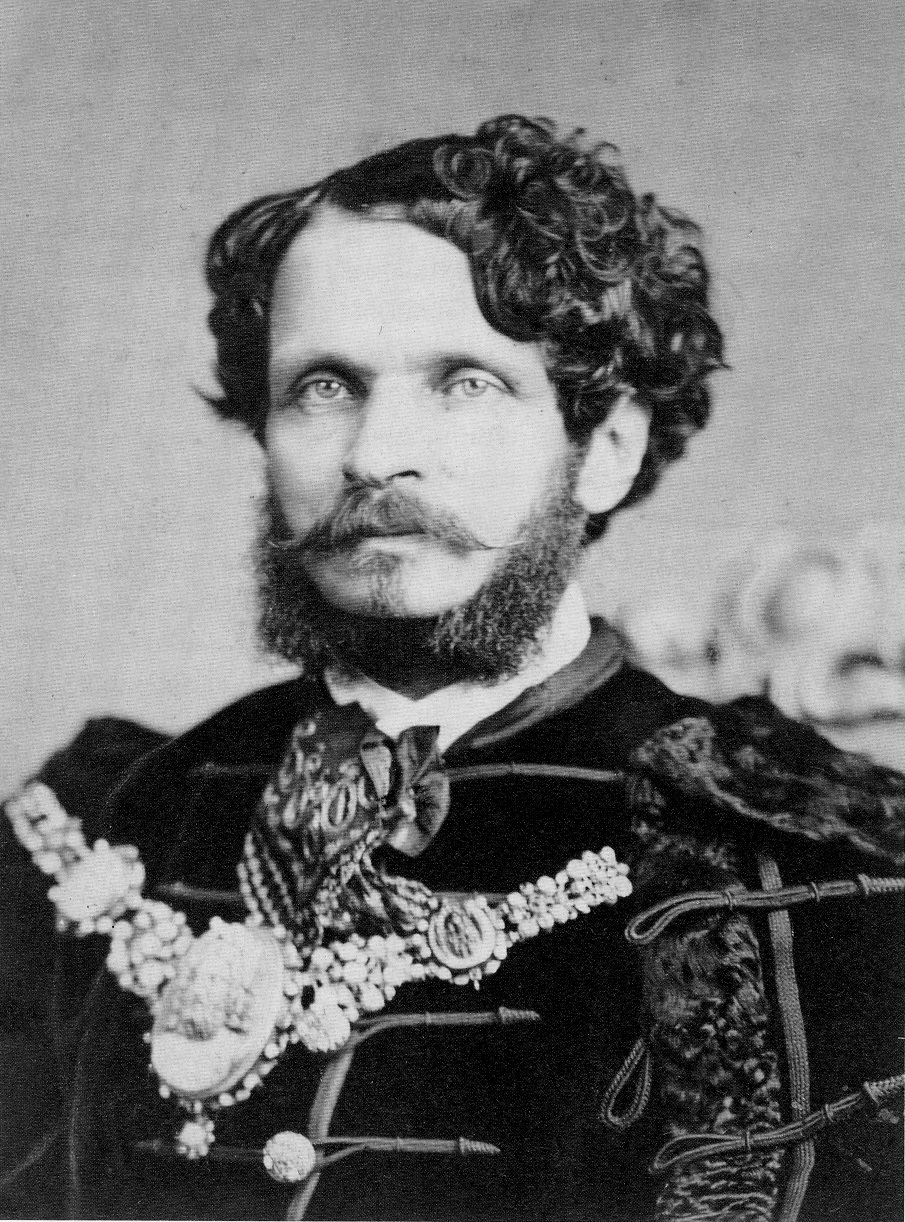
アンドラーシ・ジュラ

アンドラーシ・ジュラ（ハンガリー語: Andrássy Gyula、1823年3月3日 - 1890年2月18日）は19世紀ハンガリーの貴族・政治家。オーストリア＝ハンガリー二重帝国）のハンガリー王国で初代の首相を務めた。ドイツ名はユリウス（ジュラ）・アンドラーシ・フォン・シクス＝ツェント＝キラーリィ・ウント・クラスナ＝ホルカ（Julius (Gyula) Graf Andrássy von Csík-Szent-Király und Kraszna-Horka）。姓の読みは「アンドラーッシ」とも。

## 経歴

### 出自
1823年、ハンガリー貴族であるアンドラーシ・カーロイの子として、当時はオーストリア領ハンガリー王国の領内であったコショ（ハンガリー語でカシャ / 現・スロヴァキアのコシツェ）に生まれた（ハンガリー王国の歴史的地域参照）。

### ハンガリー革命からアウスグライヒへ

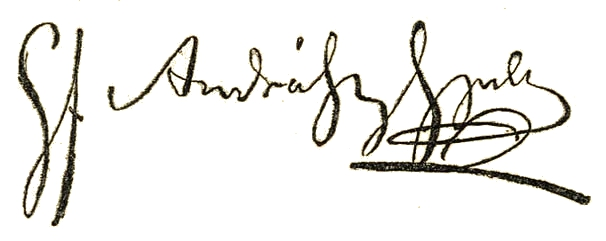
アンドラーシの署名

1848年から翌年にかけてのハンガリー革命と独立戦争にコシュートを支持して参加するが、革命は敗北しアンドラーシはパリ・ロンドンでの亡命生活を余儀なくされた。1857年に恩赦で帰国した後は、ハプスブルク王家と和解してハンガリーの自治権獲得をめざし、自由主義者デアーク・フェレンツとともにオーストリア帝国との妥協（アウスグライヒ）を推進した。この結果、1867年にハンガリー王国に広範な自治が認められ、独自の政府・議会を有することが認められると、同年2月20日、アンドラーシは（二重帝国の下では）初代の首相兼国防相となった。1871年、オーストリア側のカール・フォン・ホーエンヴァルト首相が、帝国内のチェコ人とのアウスグライヒ（ボヘミア・アウスグライヒ）を立法化すると、アンドラーシ首相は帝国内でのハンガリー人の地位が相対的に低下し、ハンガリー領内のスラヴ系住民（スロヴァキア人など）の民族意識を鼓舞することを懸念して反対した。皇帝フランツ・ヨーゼフ1世も彼に同調し同法を承認しなかったため、ボヘミア・アウスグライヒは破棄された。

### アンドラーシ外交

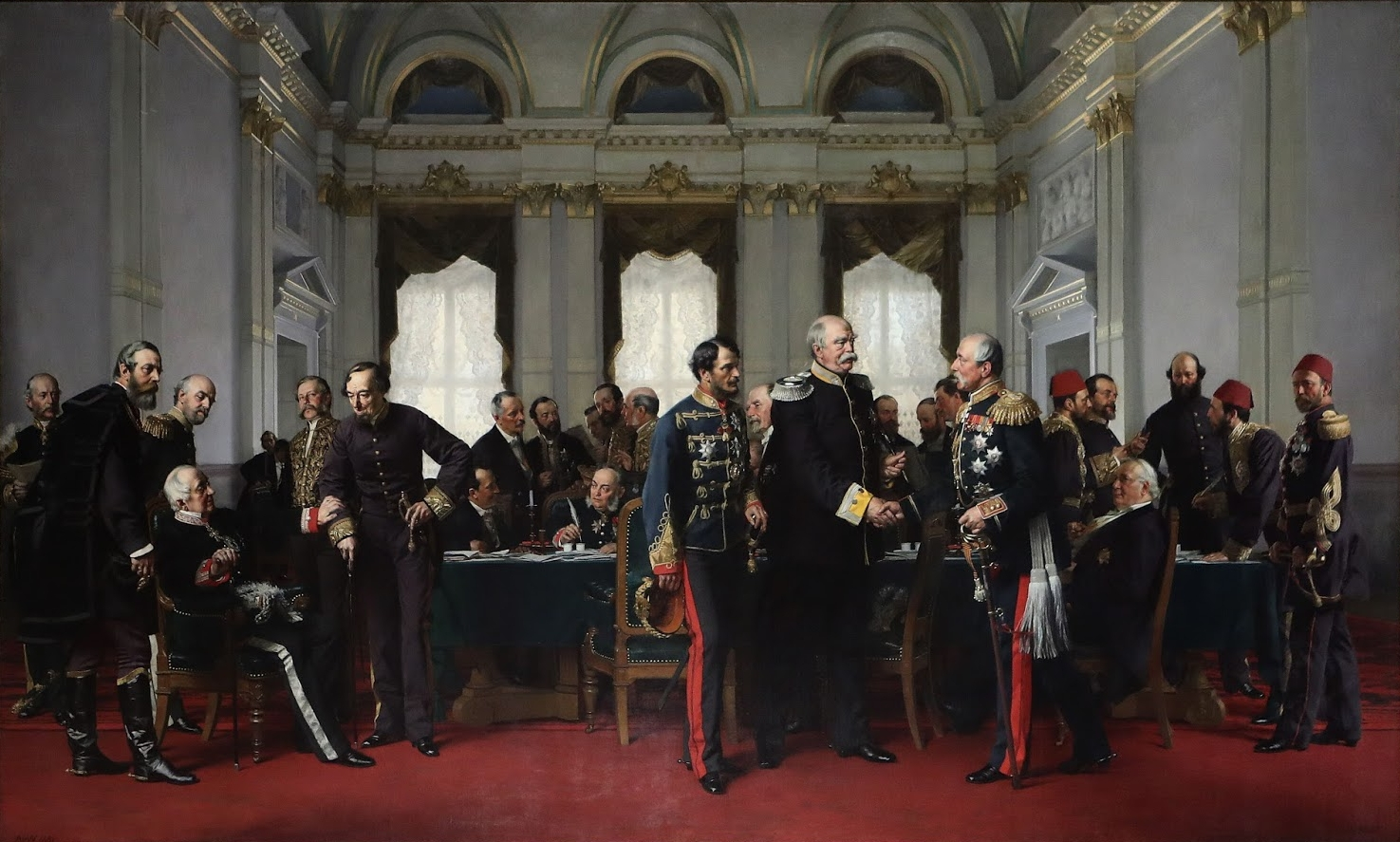
ベルリン会議時のアンドラーシ（中央・青服の人物）

アンドラーシは自由主義派の「デアーク党」領袖となったデアークと協力して国内政治をまとめ、1871年11月14日首相辞任とともにオーストリア政府の外相に就任したが、この職はオーストリアとハンガリー王国の共通閣僚会議の議長として両国共通の外交を担当していた。アンドラーシはロシア帝国およびスラヴ系諸国に対抗するため、ドイツ帝国との提携を進めたが、これはドイツ帝国成立に伴い二重帝国にとっては「ドイツ（統一）問題」よりも「バルカン問題」の比重が高くなり、同時に、帝国内のスラヴ系民族の独立運動を煽る汎スラヴ主義やロシアのバルカン南下策がハンガリーの領土保全を脅かしかねないという判断によるものであった。それと同時に彼はロシアとの部分的和解にも努め、1872年には独露との三帝同盟を締結し1877年の露土戦争には中立を守った。
1878年のベルリン会議でアンドラーシ外交は、ボスニア＝ヘルツェゴヴィナの行政権とノヴィ・パザール（セルビアとモンテネグロの回廊地帯）の占領権を獲得するなどの成果を上げたが、オーストリアではアンドラーシによる議会無視の外交がドイツ人の自由主義派から反発され、ハンガリーでもスラヴ系住民の比率を増やすことになるボスニア＝ヘルツェゴヴィナの獲得には批判が高まった。また、この会議の結果、要求が通らなかったロシアが三帝同盟から離脱したため同盟は崩壊したが、アンドラーシはドイツとの二帝同盟を締結（1882年にロシアが参加して三帝協商に発展する）、その翌日の1879年10月2日に外相を辞任し政界を引退した。彼の退任後、オーストリア＝ハンガリーはグスタフ・カールノキ外相の下でロシアとの提携を重視する外交を進めていった。アンドラーシ外交は、バルカンにおけるオーストリア＝ハンガリーの利権を一時的に拡大することには成功したが、長期的に見るとボスニア＝ヘルツェゴヴィナ併合に帰着することによってロシアやスラヴ諸国との非和解的対立を招き、（第一次世界大戦による）帝国解体の原因を作り出すことになった。

### 死去
その後1890年、イストリア地方のヴォロスカ（現・クロアティアのヴォロスコ）で死去。同名の次男も二重帝国末期の1918年の10月から11月までオーストリア外相（共通閣僚会議議長）を務めた。